# VA-140
VA-140 es una carretera autonómica perteneciente a la Red Complementaria Preferente de la Junta de Castilla y León  y que discurre por el Valle del Esgueva, comunicando los pueblos a orillas de este río con la capital, en la provincia de Valladolid, comunidad autónoma de Castilla y León, España.
Empieza en un cruce con la carretera VA-20, pasa por debajo de la VA-30,
con un enlace de diamante con glorieta bajo la autovía, y toma trazado hacia el este. Circunvala Renedo de Esgueva por el norte y sigue hacia el este por la ribera norte del río Esgueva hasta el límite provincial con Palencia, en el municipio de Castrillo de Don Juan.

## Localidades de paso
- Valladolid
- Fuente de la Mora
- Villarmentero de Esgueva
- Villanueva de los Infantes
- Piña de Esgueva
- Amusquillo
- Castroverde de Cerrato
- Torre de Esgueva
- Fombellida
- Castrillo de Don Juan